# Agnesia glaciata
Agnesia glaciata är en sjöpungsart som beskrevs av Wilhelm Michaelsen 1898. Agnesia glaciata ingår i släktet Agnesia och familjen Agnesiidae. Inga underarter finns listade i Catalogue of Life.